# Gonocausta sabinalis
Gonocausta sabinalis är en fjärilsart som beskrevs av Dyar 1914. Gonocausta sabinalis ingår i släktet Gonocausta och familjen Crambidae. Inga underarter finns listade i Catalogue of Life.